# Dodge Shadow
La Shadow è un'autovettura compact prodotta dalla Dodge dal 1987 al 1994. Aveva un modello "gemello" fabbricato dalla Plymouth che era denominato Plymouth Sundance e che ebbe riscontri commerciali paragonabili.

## Storia

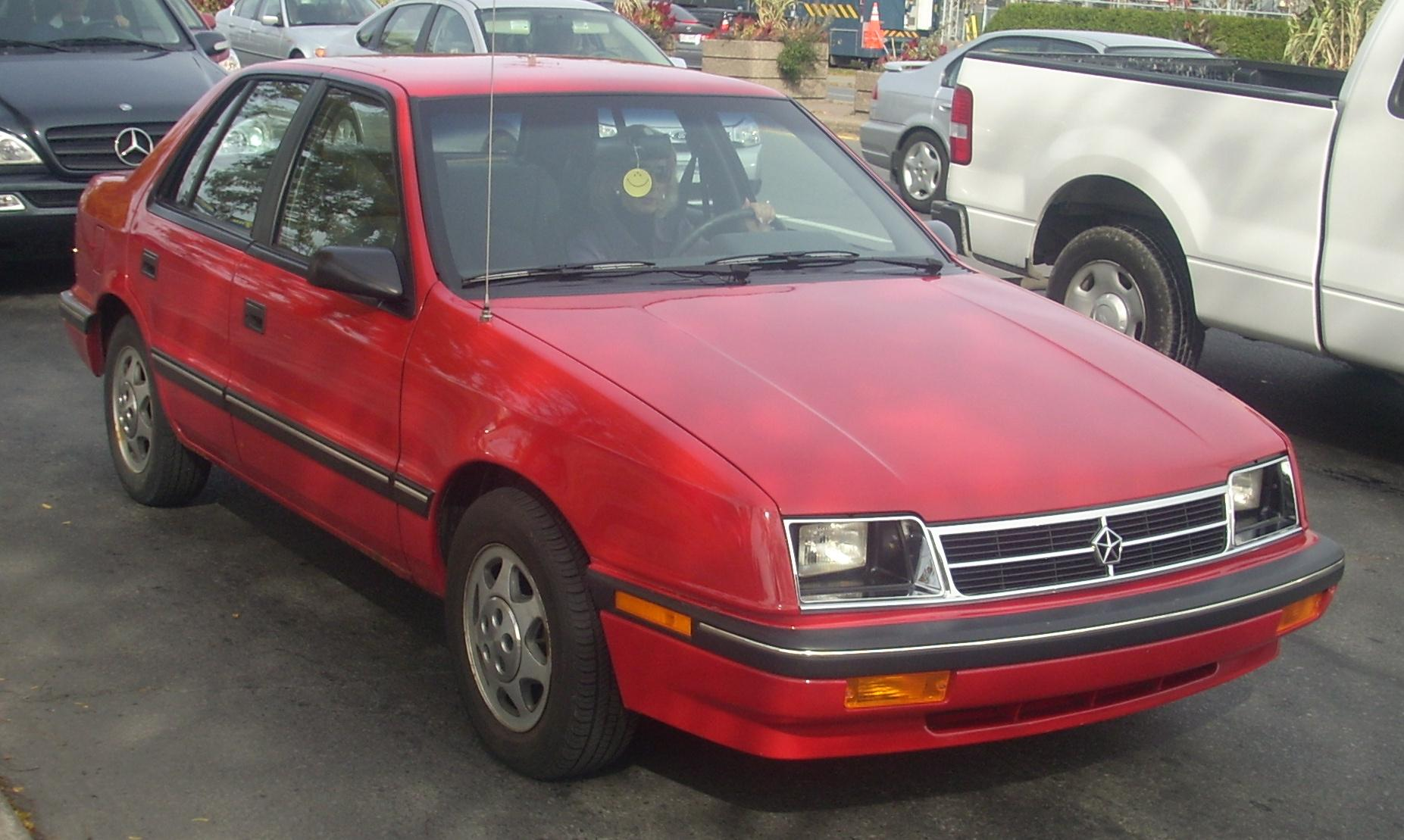
Una Dodge Shadow cinque porte hatchback prodotta dal 1987 al 1988

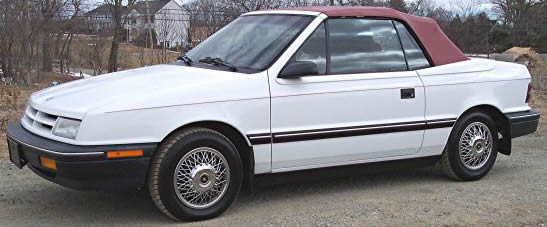
Una Dodge Shadow cabriolet del 1991

Le Shadow e le Sundance vennero lanciate sui mercati per sostituire, rispettivamente, la seconda serie della Dodge Charger e la Dodge Omni, oltre che i modelli collegati a queste ultime, ma commercializzati con altri marchi. Inoltre, la Shadow sostituì la Renault Alliance berlina (che era basata su modelli AMC) dopo che la Chrysler acquisì dalla Renault, nel 1987, la casa automobilistica citata. Infatti, il marchio Renault, nell'occasione, fu ritirato ufficialmente dagli Stati Uniti e dal Canada.
La Shadow e la Sundance vennero assemblate a Sterling Heights, nel Michigan, ed a Toluca, in Messico, dove furono vendute come "Chrysler Shadow" dal 1988 al 1989. Il primo esemplare uscì dalle catene di montaggio il 25 agosto 1986 per il model year 1987.
Sia i modelli a due porte che quelli a quattro porte furono costruiti utilizzando una variante del pianale K della Chrysler, che era conosciuta come piattaforma P. Quest'ultima era basata su alcuni componenti e sulle sospensioni della Dodge Daytona, e sul corpo vettura della Dodge Lancer.
Mentre la Shadow sembrava avere una carrozzeria a tre volumi dotata sportello per il bagagliaio, in realtà tale corpo vettura era hatchback, cioè era dotato di due volumi e di un grande portellone posteriore. La Dodge sottolineò questo aspetto riportando, in uno slogan pubblicitario, che la Shadow avesse una "versatilità tipica delle hatchback, che però era nascosta" (in inglese "hidden hatchback versatility"). La grande capacità di carico fu infatti un valore aggiunto. La Peugeot 309, che fu sviluppata per sostituire la Horizon europea, possedeva un layout simile a quello della subcompact Peugeot 205, piuttosto che una piattaforma "troncata" di una vettura mid-size. Della Shadow vennero offerti tre tipi di carrozzeria, hatchback tre o cinque porte e cabriolet due porte.
Carroll Shelby modificò, tramite la sua azienda, molte Shadow in modelli ad alte prestazioni. Ad esempio, realizzò la Shelby CSX, che possedeva un motore turbocompresso da 2,2 L erogante 174 CV di potenza. Grazie al peso contenuto e al buon motore, queste Shadow erano in grado di avere un'accelerazione uguale o superiore a quella di molte muscle car e vetture sport dell'epoca. Una versione senza intercooler, il cui motore erogava 150 CV, era venduta dalla Thrifty come CSX-T.
La versione cabriolet della Shadow debuttò nel 1991, cioè nello stesso anno in cui la Dodge introdusse il pacchetto economico "America", che era ordinabile sulle hatchback e sulle coupé.
All'epoca la Shadow e la Sundance erano i modelli meno costosi presenti sul mercato americano ad essere dotati di serie di airbag lato guidatore. Quest'ultimo, fu montato poi di serie su tutti i modelli Chrysler nel 1990. Nel 1989 la Shadow fu aggiornata. Nello specifico, furono cambiati i fanali anteriori e posteriori, e venne rinnovata la calandra. Nel 1994, per le Shadow destinate al mercato statunitense, fu aggiunta la cintura di sicurezza motorizzata per il passeggero anteriore con l'intento di soddisfare le normative di sicurezza della Federal Motor Vehicle Safety Standard 208 in tema di ritenuta passiva. Ciò non fu fatto però per i modelli commercializzati in Canada, dato che in questo paese le leggi erano differenti, e la Dodge fu obbligata a vendere le Shadow con cinture di sicurezza manuali.
La produzione della Shadow terminò il 9 marzo 1994. La Shadow e la Sundance furono sostituite dalle Dodge/Plymouth Neon.

## I motori ed i cambi
La Shadow aveva a disposizione un'ampia gamma di motori. Le cilindrate disponibili però erano solo due, 2,2 L e 2,5 L, ed erano anche offerti motori sovralimentati. Le versioni aspirate erano ad iniezione (tranne in Messico). I motori vennero progettati per prediligere lo sviluppo di una coppia elevata piuttosto che una grande potenza.
Il motore base da 2,2 L erogava 93 CV e 165 N•m. In seguito fu aggiunto alla gamma un propulsore Mitsubishi da 3 L, che era l'unico V6 (tutti gli altri erano infatti a quattro cilindri in linea). Questo motore da 3 L portò all'eliminazione dall'offerta dei motori sovralimentati. Tutti i motori erano disponibili con cambio manuale a cinque rapporti. I cambi automatici disponibili erano due ed entrambi erano opzionali. Il primo, che aveva tre marce e che derivava dal cambio Torqueflite della Chrysler, era installato associato ai motori a quattro cilindri in linea. Il secondo cambio automatico era il 41TE a quattro rapporti ed era opzionale sul motore V6 della Mitsubishi. Nel 1990 il cambio manuale fu modificato per poter permettere un migliore innesto della retromarcia. Durante gli anni in cui furono in produzione, questi cambi subirono comunque degli aggiornamenti e dei miglioramenti.
La Shadow poteva essere dotata di uno dei seguenti motori, sebbene non tutti i propulsori furono disponibili tutti gli anni:
- quattro cilindri in linea da 2,2 L - 93 CV e 165 N•m di coppia;
- un quattro cilindri in linea da 2,5 L - 100 CV e 183 N•m;
- un quattro cilindri in linea da 2,2 L sovralimentato – 146 CV e 230 N•m;
- un quattro cilindri in linea da 2,2 L sovralimentato - 175 CV e 237 N•m (Shelby T2) (87 CSX)
- un quattro cilindri in linea da 2,2 L sovralimentato - 174 CV e 285 N•m (CSX-VNT);
- un quattro cilindri in linea da 2,5 L sovralimentato - 150 CV e 258 N•m;
- un quattro cilindri in linea da 2,5 L sovralimentato - 151 CV e 285 N•m (ECU 91)
- un V6 da 3 L - 142 CV e 232 N•m;

I propulsori offerti sulla Sundance invece furono:
- un quattro cilindri in linea da 2,2 L - 93 CV e 152 N·m;
- un quattro cilindri in linea da 2,2 L sovralimentato - 146 CV e 230 N·m;
- un quattro cilindri in linea da 2,5 L - 100 CV e 183 N·m;
- un quattro cilindri in linea da 2,5 L sovralimentato - 152 CV e 251 N·m;
- un V6 da 3 L - 141 CV e 232 N·m;

Il motore era montato anteriormente e la trazione era all'avantreno.

## L'equipaggiamento
L'equipaggiamento offerto sulla Shadow variò negli anni. Tra gli optional erano compresi gli alzacristalli elettrici, gli specchietti regolabili elettricamente, la chiusura centralizzata, il cruise control, il piantone del volante regolabile in inclinazione, i tergicristalli a funzionamento intermittente, un display per termometro e bussola, la luce per il bagagliaio, l'apertura a distanza di quest'ultimo, lo sbrinatore posteriore, i fendinebbia, i cerchioni in lega, la capote, un sistema Hi-Fi infinity ed il sedile del conducente regolabile elettricamente.
Sui modelli con motore sovralimentato era possibile avere un sistema che monitorava vari parametri dell'auto e che forniva messaggi di allarme in caso di problemi. Inoltre, era offerto l'allarme della mancata chiusura delle portiere e quello del basso livello del carburante. I freni a disco sulle quattro ruote erano opzionali. La loro installazione dipendeva però dal livello di allestimento scelto.
Dal 1993 fu disponibile l'ABS. Dal 1990 fu offerto di serie l'airbag lato guidatore. Ciò diede alla Shadow un alto punteggio nei crash test: quattro stelle per gli impatti lato conducente e cinque per gli urti lato passeggero.

## Gli allestimenti
Gli allestimenti della Shadow furono:
- Hatchback:
  - base: 1987–1990; 1993–1994
  - S: 1991–1992 (Canada)
  - ES: 1987–1994
  - America: 1991–1992 (venduto negli Stati Uniti)
  - Highline: 1991–1992
- Cabriolet:
  - Highline: 1991–1993
  - ES: 1991–1993

mentre quelli della Sundance furono:
- base - 1987-1990; 1993-1994
- RS - 1988-1991
- Highline - 1991-1992
- America - 1991-1992
- Duster - 1992-1994

## La Shadow nel mercato europeo
Dall'aprile del 1988 alla metà del 1991, la Chrysler offrì la Dodge Shadow in molti mercati europei. Venne commercializzata come Chrysler ES. Questo modello europeo era praticamente identico alla Dodge Shadow ES.
Offerta solo con carrozzeria hatchback tre porte, la Shadow europea aveva installato di serie il motore da 2,2 L ad iniezione. La versione sovralimentata era offerta tra le opzioni. Nel 1989 il motore da 2,2 L fu sostituito dal propulsore da 2,5 L. Il moto era trasmesso alle ruote grazie ad un cambio manuale a cinque rapporti ma era offerta, tra le opzioni, una trasmissione automatica a tre rapporti.
Le vendite del modello europeo furono modeste, e quindi la Chrysler decise di toglierlo dal mercato a metà del 1991 senza il lancio immediato di nessun successore. Quest'ultimo arrivò nel 1995, quando fu introdotta la Chrysler Neon.